# Salisbury (Massachusetts)
Salisbury es un pueblo ubicado en el condado de Essex en el estado estadounidense de Massachusetts. En el Censo de 2010 tenía una población de 8.283 habitantes y una densidad poblacional de 180,06 personas por km².

## Geografía
Salisbury se encuentra ubicado en las coordenadas 42°50′41″N 70°50′29″O / 42.84472, -70.84139. Según la Oficina del Censo de los Estados Unidos, Salisbury tiene una superficie total de 46 km², de la cual 39.96 km² corresponden a tierra firme y (13.13%) 6.04 km² es agua.

## Demografía
Según el censo de 2010, había 8.283 personas residiendo en Salisbury. La densidad de población era de 180,06 hab./km². De los 8.283 habitantes, Salisbury estaba compuesto por el 96.32% blancos, el 0.46% eran afroamericanos, el 0.23% eran amerindios, el 1.18% eran asiáticos, el 0.01% eran isleños del Pacífico, el 0.36% eran de otras razas y el 1.44% pertenecían a dos o más razas. Del total de la población el 1.55% eran hispanos o latinos de cualquier raza.